# Paul Glendinning
Paul Glendinning est un mathématicien britannique, professeur de mathématiques appliquées à la faculté de mathématiques de l'université de Manchester, connu pour ses travaux sur les systèmes dynamiques, en particulier les modèles de l'évolution temporelle de processus mathématiques ou physiques complexes.

## Biographie
Il obtient son doctorat au King's College de Cambridge en 1985 avec une thèse intitulée Homoclinic Bifurcations sous la direction de Nigel Weiss.
Après des recherches postdoctorales à l'Université de Warwick, il retourne à Cambridge, avec une bourse de recherche junior à King's. En 1987, il part au Gonville and Caius College de Cambridge en tant que directeur d'études en mathématiques appliquées. En 1992, il remporte le prix Adams. En 1996, il est nommé titulaire d'une chaire au Queen Mary and Westfield College de Londres, puis titulaire d'une chaire à l'Institut des sciences et technologies de l'Université de Manchester (UMIST) en 2000.
En 2004, l'Université Victoria de Manchester et l'UMIST fusionnent et il est nommé à la tête de l'École de mathématiques formée par la fusion des départements de mathématiques des anciennes institutions. Son mandat de chef d'établissement se termine en août 2008.
Il est directeur scientifique du Centre international des sciences mathématiques d'Édimbourg de 2016 à 2021. En 2021, il est élu Fellow de la Royal Society of Edinburgh. Il est membre du comité de rédaction du European Journal of Applied Mathematics et de la revue Dynamical Systems. Il est nommé président de l'Institut des mathématiques et de ses applications en janvier 2022.
Ses principaux domaines de recherche sont la théorie des bifurcations (en particulier les bifurcations globales) ; bifurcations de synchronisation et d'éruption ; cartes de faible dimension ; et les systèmes forcés quasi-périodiquement ,,,,,,,.
Glendinning vit à Marsden, dans le West Yorkshire depuis 2012. Il est le fils de l'universitaire Nigel Glendinning et de l'écrivaine et animatrice Victoria Glendinning et le frère du philosophe Simon Glendinning.